# Andreas Katsulas
Andrew C. Katsulas, detto Andreas (Saint Louis, 18 maggio 1946 – Los Angeles, 13 febbraio 2006), è stato un attore statunitense di origine greca.

## Biografia
Nato a Saint Louis, Katsulas si trasferì a Los Angeles in California nel 1986. Particolarmente noto a livello internazionale per la sua interpretazione dell'ambasciatore G'Kar nella serie televisiva di fantascienza Babylon 5, morì all'età di 59 anni a causa di un tumore ai polmoni; è sepolto nel cimitero di San Matteo a Saint Louis, sua città natale.

## Filmografia parziale

### Cinema
- Il fascino del delitto (Série noire), regia di Alain Corneau (1979)
- Ragtime, regia di Miloš Forman (1981)
- Il siciliano (The Sicilian), regia di Michael Cimino (1987)
- Chi protegge il testimone (Someone to Watch Over Me), regia di Ridley Scott (1987)
- Intrigo a Hollywood (Sunset), regia di Blake Edwards (1988)
- Communion, regia di Philippe Mora (1989)
- Vendetta trasversale (Next of Kin), regia di John Irvin (1989)
- Cambio d'identità (True Identity), regia di Charles Lane (1991)
- Tutta colpa del fattorino (Blame It on the Bellboy), regia di Mark Herman (1992)
- Hot Shots! 2 (Hot Shots! Part Deux), regia di Jim Abrahams (1993)
- Il fuggitivo (The Fugitive), regia di Andrew Davis (1993)
- Decisione critica (Executive Decision), regia di Stuart Baird (1996)
- Mafia! (Jane Austen's Mafia!), regia di Jim Abrahams (1998)

### Televisione
- Max Headroom – serie TV, 3 episodi (1987-1988)
- Un giustiziere a New York (The Equalizer) – serie TV, 1 episodio (1988)
- Alien Nation – serie TV, 1 episodio (1989)
- La morte dell'incredibile Hulk (The Death of the Incredible Hulk), regia di Bill Bixby – film TV (1990)
- La signora in giallo (Murder, She Wrote) – serie TV, episodio 8x08 (1991)
- Star Trek: The Next Generation – serie TV, 4 episodi (1989-1994)
- Babylon 5 – serie TV, 109 episodi (1994-1998)
- Millennium – serie TV, 1 episodio (1999)
- Primal (2003) – videogioco - voce
- Star Trek: Enterprise – serie TV, episodio 2x22 (2003)
- NYPD - New York Police Department (NYPD Blue) – serie TV, 1 episodio (2003)
- 24: The Game (2006) – videogioco - voce

## Doppiatori italiani
Nelle versioni in italiano delle opere in cui ha recitato, Andreas Katsulas è stato doppiato da:
- Sandro Sardone in Chi protegge il testimone, Intrigo a Hollywood, Il fuggitivo, Decisione critica
- Franco Zucca in Cambio d'identità
- Rino Bolognesi ne La signora in giallo
- Sandro Iovino in Star Trek: The Next Generation
- Luciano De Ambrosis in Vendetta trasversale
- Mauro Bosco in Tutta colpa del fattorino
- Diego Reggente in Babylon 5 (st. 4-5)
- Elio Zamuto in Millenium
- Giulio Platone in Babylon 5: The Gathering
- Domenico Strati in Babylon 5 (ridoppiaggio)

Da doppiatore è sostituito da:
- Riccardo Rovatti in 24: The Game